# Кэйдзи, Судзуки
Судзуки Кэйдзи (яп. 鈴木敬司 Кэйдзи Судзуки, 6 февраля 1897 — 20 сентября 1967) — офицер разведки Императорской армии Японии, генерал-майор. Участвовал в организации прояпонской Армии независимости Бирмы и выступал за независимость Бирмы, за что получил прозвище «Лоуренса Аравийского из Японии». Среди бирманцев также известен как «Молниеносный командир».

## Биография
Окончил Военную академию Императорской армии в 1918 году, офицер пехоты. Учился также в Высшей военной академии, в 1929 году начал заниматься нелегальной разведкой на Филиппинах, специализировался на действиях британского и американского правительств. Официально занимал должность в транспортном отделе при Генеральном штабе, но также проходил подготовку в секретной разведывательно-диверсионной школе Накано, занимаясь подрывной деятельностью на Бирманской дороге.
В 1930-е годы Судзуки, находясь в Бангкоке, завербовал группу бирманских подпольщиков. Его сеть стала ядром шпионской организации «Минами Кикан» (яп. 南機関). Он сотрудничал тесно с группой националистически настроенных студентов и рабочих под названием «Такины». В 1940 году он тайно пробрался в Рангун при помощи своих местных связных, въехав как журналист по имени Минами Масуё. В 1941 году Генеральный штаб Императорской армии Японии приказал ему создать бирманскую армию, лояльную японцам, для чего была собрана группа из 30 человек во главе с Аун Саном, У Не Вином и Бо Лет Я и таким образом появилась Бирманская армия независимости. Однако в 1942 году командир японских войск, генерал-лейтенант Сидзиро Иида раскритиковал подобную идею и добился не только отправки Судзуки обратно в Японию, но и передал руководство Бирманской армией лично Аун Сану, фактическому лидеру марионеточного Государства Бирмы. По возвращении в Токио Судзуки занял должность руководителя отдела транспорта.
В Бирме он носил имя «Бо Могьё», что означало «Молниеносный командир» — бирманцы сравнивали его с молнией, которая могла бы помочь народу низвергнуть британские колониальные власти, называемые презрительно «зонтом». В народе же про него распустили слухи о связи с принцем Муингом Мином из бирманской королевской семьи и участии в неких кровожадных ритуалах. Тем не менее, У Не Вин в 1967 году после кончины Судзуки уважительно высказывался о нём как о человеке, внёсшем вклад в победу движения за независимость Бирмы.